# Dinomyrmex gigas

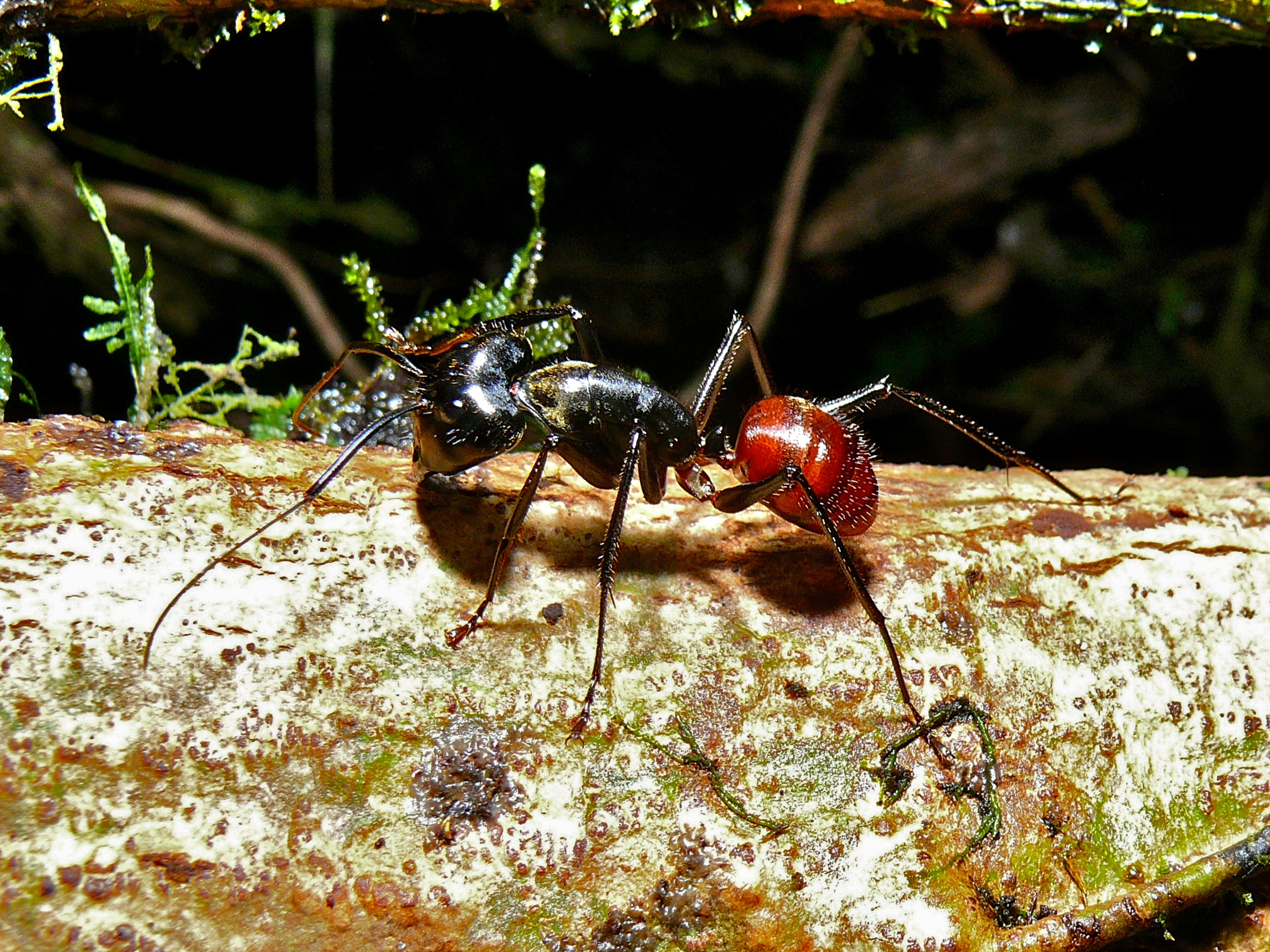

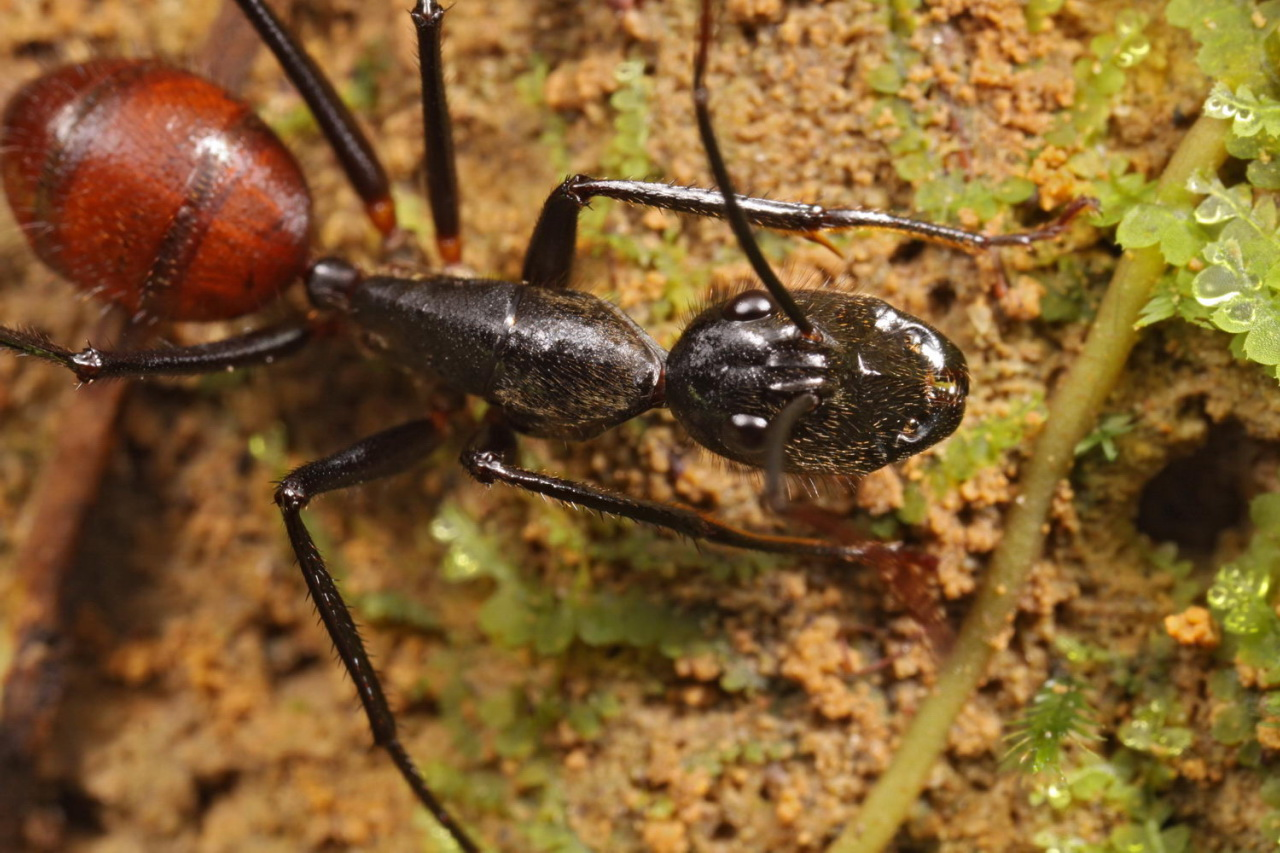

Dinomyrmex gigas (лат.) — вид муравьёв, единственный в составе рода Dinomyrmex из подсемейства Формицины (Formicinae). Крупнейший муравей Азии, достигающий 3 см в длину.

## Распространение
Встречается в тропических дождевых лесах Таиланда, Малайзии (Сабах) и Индонезии (Калимантан, Суматра).

## Описание
Один из крупнейших в мире муравьёв. Основная окраска чёрная (брюшко светлее, красновато-бурое). Длина солдат и самок достигает 3 см. Размер средних рабочих особей и самцов составляет около 20 мм. Вес крупных рабочих до 372 мг.
Отличаются от других кампонотусов наличием метаплевральной железы; также имеет характерный зубной ряд жвал, причем зубы расположены как на жевательном, так и на базальном краях мандибулы. Голова крупных рабочих и солдат очень большая, широкая и выемчатая сзади, иногда со срединным оцеллием; голова малых рабочих гораздо уже, задний край головы закруглен и переходит в короткую суставную шею. Клипеус медиально окаймлен, отходит вперед в виде длинной прямоугольной доли, имеет острые и отчетливые передне-боковые углы (образующие роговидные отростки), передний клипеальный отросток медиально выемчатый. Мандибулы с прямыми боковыми краями, изогнутыми только на вершине; жевательный край с шестью зубцами, большинство из которых сдвоенные, базальный край зубчатый. Фронтальные кили короткие, начинаются очень далеко от клипеуса; места прикрепления усиков расположены заметно позади заднего края клипеуса. Усики длинные. Дорзум мезосомы непрерывно изогнут. Чешуя петиоля толстая, с закругленной вершиной. Голова матки похожа на голову средних рабочих, с оцеллиями. Голова самца удлиненная, несколько расширяется кпереди у мандибулярных сочленений; наличник спереди округлый; мандибулы узкие, оканчиваются тупым концом; петиоль короче и тоньше третьего членика усиков, за исключением двух его концевых.

## Биология
Семьи моногинные и полидомные, включают одну матку и несколько тысяч рабочих и солдат. Одна колония может включать 87,3 % малых рабочих, или «миноров» (средний вес 135 мг) и 12,7 % солдат, или «майоров» (средний вес 372 мг). Характерна ночная фуражировка. Пищей служат разнообразные ресурсы, различающиеся в разных местах наблюдений. Ранее, Й.То (Tho, 1981) и А. Чанг с соавторами (Chung and Mohammed, 1993) описывали этих муравьёв как всеядную группу, использующую мёртвых насекомых, фрукты, трупы и экскременты.
Например, в Сабахе муравьями были использованы следующие ресурсы: 87 % падь тлей, 7,4 % экскременты птиц и 5,3 % насекомые.
Исследования в Брунее показали важность грибной пищи: Р. Леви (Levy, 1996) обнаружил грибы в качестве основной части (39 %) кормовой диеты C. gigas, а также муравьёв (7 %) и термитов (5 %), а согласно А. Орру и Дж. Чарлзу (Orr and Charles, 1994) на грибы приходится до 60 % диетических предпочтений, а около 25 % это членистоногие. Д. Гаулт (Gault, 1987), изучая муравьёв в Pasoh, обнаружил, что твёрдые компоненты диеты C. gigas включают 50 % насекомых и 45 % птичьи экскременты и заметил, что «сладкие жидкости» (предположительно, падь равнокрылых) составляют главную часть корма этих муравьёв.
Среди участников трофобиотических ассоциаций с муравьями Малайзии цикады Bythopsyrna circulata Guèrin-Meéneville (Homoptera/Flatidae), клопами Coreidae (Heteroptera), различными горбатками Membracidae (например, Eufairmairia sp.), и с Fulgoridae. Гнездятся в мёртвой древесине, вход располагается на высоте от 1 до 2,5 м. Семья располагается в 8—14 надземных муравейниках, каждое в 10—20 метрах друг от друга (полидомия).

## Классификация
Вид был впервые описан в 1802 году под названием Formica gigas Latreille, 1802. В 1862 году включён в состав рода Кампонотус (Camponotus). В 1905 году при описании рода Dinomyrmex включён в него в качестве типового вида. В дальнейшем включался в состав подродов C. (Myrmogigas) (Forel, 1912) и C. (Dinomyrmex) (Forel, 1914). По результатам молекулярно-генетических исследований (на основе работы Ward et al 2016) род кампонотус разделяют на 45 подродов, а его бывшие подроды Colobopsis и Dinomyrmex выделены в самостоятельные роды.
Выделяют два подвида:
- C. gigas borneensis Emery, 1887 (отличается желтоватыми ногами, встречается на юге острова Борнео)
- C. gigas gigas (Latreille, 1802)